# Abri de Combe-Grenal
L'abri de Combe-Grenal est un abri préhistorique située dans le département de la Dordogne, située sur le territoire de la commune de Domme.
L'abri appartient à une personne privée et n'est pas visitable.

## Historique
L'abri de Combe-Grenal est connu depuis le début du XIXe siècle. La grotte de Combe-Grenal a été l'objet de nombreuses études :
- Édouard Lartet et Henry Christy, en 1864,
- Louis Capitan et Denis Peyrony, vers le début du XXe siècle,
- Denis Peyrony et Élie Peyrony, au début des années 1930. Ils ont réalisé une fouille limitée du site,
- François Bordes, entre 1953 et 1965, dont les travaux ont placée la grotte parmi les plus importants gisements français du Paléolithique moyen par sa séquence archéo-stratigraphique avec une longue succession d’occupations humaines.

L'abri a été classé au titre des monuments historiques le 18 juillet 1911.

## Description physique
La grotte de Combe-Grenal se situe dans un petit vallon sur la rive gauche de la Dordogne, à l'Est du village de Domme.

## Les résultats des fouilles
François Bordes a fait plusieurs découvertes archéologiques pendant ses études sur le site. 
Les dépôts sédimentaires et archéologiques étudiés forment une séquence de plus de 13 mètres d’épaisseur. François Bordes les a subdivisé en 64 couches (65, puisque la couche 50 a été divisée en 50 et 50A). La sédimentologie et la palynologie ont montré que cette séquence se serait formée au cours de 22 phases climatiques qui peuvent regroupées en trois groupes principaux :
- couches 64 à 56 : met en évidence une industrie acheuléenne.
- couches 55 à 36 : ils ont permis de découvrir du Moustérien, sauf la couche 38 qui a livré du Moustérien à denticulés.
- couches 35 à 1 : on y a trouvé différents faciès du Moustérien, notamment du Moustérien de type Quina.

Des restes humains ont été trouvés pendant les fouilles :
- 4 pendant les fouilles de Denis Peyrony et Élie Peyrony,
- les autres pendant les fouilles dirigées par François Bordes.

Au cours du récolement des résultats des fouilles de François Bordes se trouvant dans le Musée national de la Préhistoire, une dent a été trouvée qui se trouvait dans la couche 60. L'analyse faite montre qu'elle doit appartenir à un enfant de lignée néandertalienne.